# Modré límečky (film)
Modré límečky (v anglickém originále Blue Collar) je americký hraný film z roku 1978. Natočil jej režisér Paul Schrader – jde o vůbec první film, který režíroval, do té doby se věnoval pouze psaní scénářů. Scénář k tomuto snímku napsal spolu se svým bratrem Leonardem. Pojednává o třech přátelích, kteří pracují v automobilové továrně, a jednoho dne se rozhodnou, že vykradou firemní trezor. Hlavní role ve filmu hráli Richard Pryor, Harvey Keitel a Yaphet Kotto. Autorem originální hudby k filmu je Jack Nitzsche.